# Krzysztof Mila
Krzysztof Piotr Mila (Breslavia, 6 giugno 1970) è un ex cestista polacco.

## Carriera
Con la Polonia ha disputato i Campionati europei del 1997.